# Trigonistis asthenopa
Trigonistis asthenopa är en fjärilsart som beskrevs av Edward Meyrick 1902. Trigonistis asthenopa ingår i släktet Trigonistis och familjen nattflyn. Inga underarter finns listade i Catalogue of Life.